# 陳萬富
陳萬富（1921年—2002年8月22日），生於日治臺灣臺北州新莊郡鷺洲，知名企業家與政治人物，中國國民黨本土派，曾任臺北縣議會議長和蘆洲鄉鄉長。創辦國順建設集團，為大臺北商幫三重幫重要成員之一，子陳宏昌承繼事業，並曾蟬聯多屆國民黨立委，屬泛主流派要員，與大臺北本土大家族熟稔，地方實力雄厚。

## 生平
陳萬富畢業於和尚洲公學校（今蘆洲國小），年青時在蘆洲地區經營大富米店，逐漸擴大為大富碾米廠。後開始從事房地產投資與營建業，創立國順建設集團。
受到地方人士支持，曾任蘆洲鄉農會理監事。1955年，當選鄉民代表會代表，競選連任後，升任代表會主席，任蘆洲鄉第五屆、第六屆鄉長，台北縣議會第九屆、第十屆、第十二屆議員。在當選台北縣議會第十屆議員後，於1982年當選議長，但因議長賄選案，曾被調查局逮捕、起訴，在一審及二審時被判有罪，經三年纏訟，最終無罪定讞。
1996年診斷出肝癌。因肝癌擴散，2002年於家中過世。

## 家庭
其妻林阿滿，為米商林建生次女。兩人生有六女（大女兒陳雪琴、二女兒陳雪鳳、三女兒陳淑英、四女兒陳淑真、五女兒陳淑宜、六女兒陳淑修）一男（陳宏昌），其獨子陳宏昌，曾任立委。
其女陳雪鳳，嫁給劉炳華。其女婿許炳崑曾任台北縣議員、新北市新莊區區長。
1978年，陳萬富與公司女會計賴香麗外遇。生下一子陳宏光與一女陳思穎。1984年辦理認領。在陳萬富過世後，二人主張對遺產有繼承權。2003年，其妻林阿滿提出認領無效訴訟。2004年，經DNA檢驗，台北地院確認兩人與陳萬富有血緣關係，判決林阿滿敗訴。